# Jorge Luis Campos
Jorge Luis Campos Velasquez (ur. 11 sierpnia 1970 w Asunción) – paragwajski piłkarz grający na pozycji ofensywnego pomocnika lub napastnika.

## Kariera klubowa
Karierę piłkarską Campos rozpoczął w stołecznym mieście Asunción w tamtejszym klubie Club Olimpia. W 1990 roku zadebiutował w jego barwach w paragwajskiej Primera División. Swoje pierwsze sukcesy z tym klubem osiągnął w swoim debiutanckim sezonie, kiedy zdobył Copa Libertadores, a także Supercopa Sudamericana. W 1991 roku znów wystąpił w finale Copa Libertadores, ale tym razem Olimpia przegrała oraz został zwycięzcą Recopa Sudamericana. Natomiast w 1993 roku wywalczył swoje pierwsze mistrzostwo w karierze, a sukces ten powtórzył także w latach 1995 i 1997.
Jeszcze w 1997 roku Campos wyjechał do Chin. Został zawodnikiem Beijing Guo’an i grał w nim przez półtora roku. Zdobył Puchar Chin, a za rok 1997 został uhonorowany nagrodą Piłkarza Roku w lidze. W drugiej połowie 1998 roku Jorge na krótko trafił do meksykańskiego Cruz Azul, a w 1999 roku wrócił do ojczyzny i do 2002 roku grał w Cerro Porteño, z którym został mistrzem kraju w 2001 roku.
Na początku 2002 Campos przeszedł do chilijskiego Universidad Católica. Występował tam przez dwa lata (mistrzostwo fazy Apertura 2002) i w 2003 na krótko trafił do argentyńskiego Quilmes Atlético Club. Rozegrał tam tylko 5 spotkań, a w 2004 roku kolejne 6 dla Club Libertad. Następnie grał w drużynie Club Nacional, a w latach 2005–2006 w Sportivo Luqueño. W jego barwach zakończył piłkarską karierę.

## Kariera reprezentacyjna
W reprezentacji Paragwaju Campos zadebiutował w 1995 roku. W tym samym roku wystąpił na Copa América 1995. W 1998 został powołany przez selekcjonera Paula Césara Carpegianiego do kadry na Mistrzostwa Świata we Francji. Tam wystąpił w trzech spotkaniach: zremisowanym 0:0 z Hiszpanią, wygranym 3:1 z Nigerią oraz przegranym 0:1 w 1/8 finału z Francją. Z kolei na Mistrzostwach Świata 2002 Jorge rozegrał cztery spotkania: z RPA (2:2), z Hiszpanią (1:3), ze Słowenią (3:1, zdobył gola w 73. minucie) oraz w 1/8 finału z Niemcami (0:1). Karierę reprezentacyjną zakończył w 2004 roku. W kadrze narodowej rozegrał 46 spotkań i zdobył 6 goli.